# النادي البوهيمي
النادي البوهيمي (بالإنجليزية: Bohemian Club)‏ هو نادي خاص له موقعين: نادي المدينة في منطقة نوب هيل في سان فرانسيسكو، كاليفورنيا، والبستان البوهيمي، وهو ملاذ شمال المدينة في مقاطعة سونوما. تأسس عام 1872 نتيجة لاجتماع دوري للصحفيين والفنانين والموسيقيين، وسرعان ما بدأ في قبول رجال الأعمال والمقاولين كأعضاء دائمين، فضلاً عن تقديم عضوية مؤقتة لرؤساء الجامعات (ولا سيما جامعتي بيركلي وستانفورد) والقادة العسكريين الذين كانوا يخدمون في منطقة خليج سان فرانسيسكو. واليوم، يضم النادي في عضويته العديد من القادة المحليين والعالميين، بدءًا من الفنانين والموسيقيين إلى رجال الأعمال.[بحاجة لمصدر] العضوية مقتصرة على الرجال فقط.
أثارت السرية والغموض المحيطة باجتماعات النادي الكثير من التساؤلات، كما أثارت الحديث عن نظريات مؤامرة. ويصر مسؤولو النادي على نفي الحديث عن العمل خلال الاجتماعات، لكن تقارير تقول إن بعضا من أقوى الرجال في أمريكا أبرموا صفقات وسط طقوس غريبة جرت في النادي.

## النادي

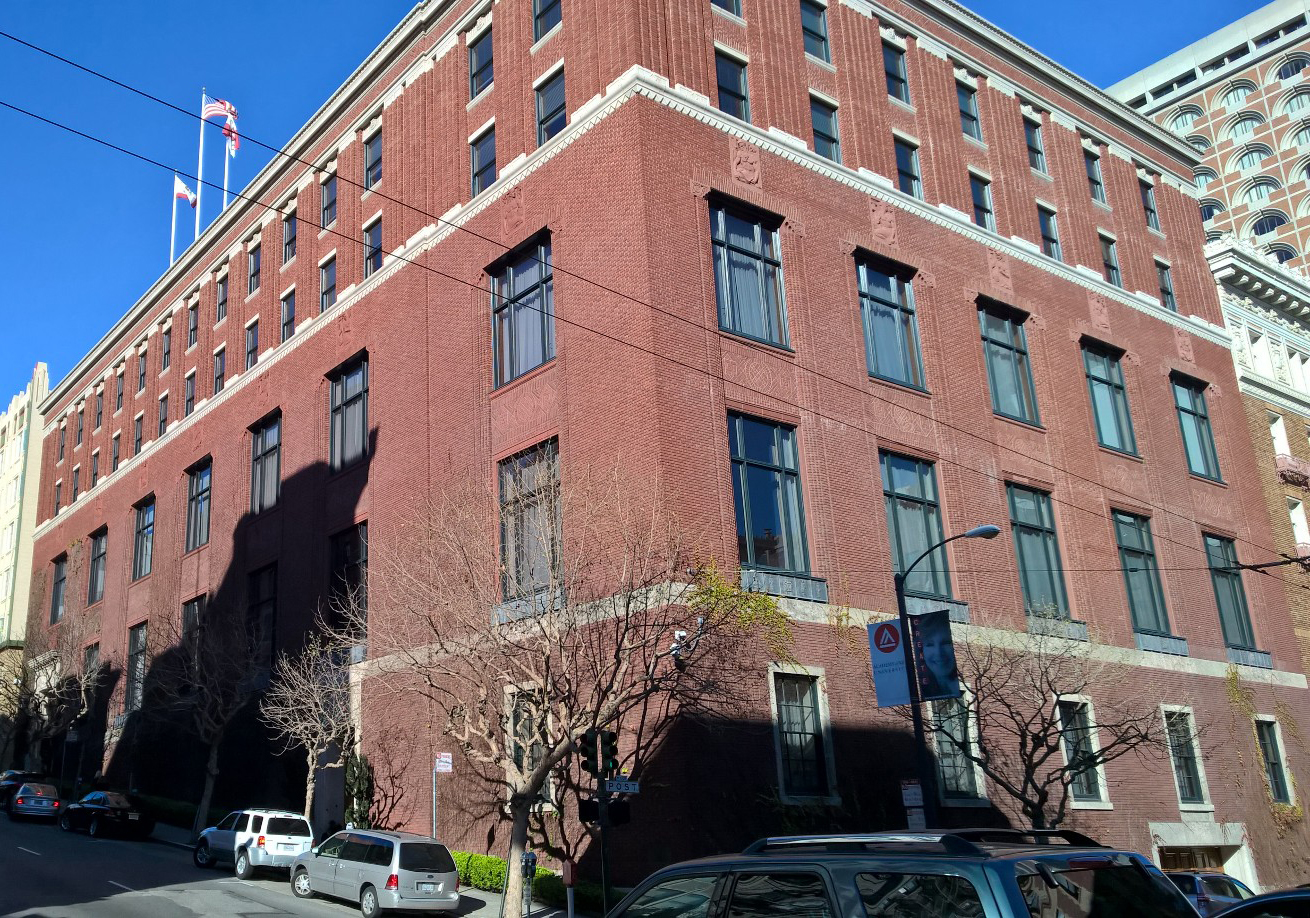
نادي المدينة التابع للنادي البوهيمي، من زاوية شارع تايلور وشارع بوست

يقع نادي المدينة في مبنى مكون من ستة طوابق عند زاوية شارع بوست وشارع تايلور، على بعد بنايتين غرب ميدان الاتحاد، وفي نفس المبنى الذي يوجد به النادي الأوليمبي ونادي مشاة البحرية التذكاري. يحتوي النادي على غرف طعام وقاعات اجتماعات وبار ومكتبة ومعرض فني ومسرح وغرف ضيوف.

### المجتمع البوهيمي

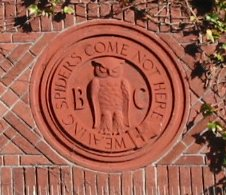

في كل عام، يستضيف النادي معسكرًا مدته أسبوعين (ثلاثة عطلات نهاية أسبوع) في البستان البوهيمي، والذي يشتهر بقائمة ضيوفه اللامعة وحفل حرق الجثث (Cremation of Care) الانتقائي الذي يحرق بشكل ساخر دمية "الرعاية" (Care) مع المهرجانات الكبرى، والألعاب النارية، والأزياء، كل ذلك على حافة البحيرة وعند قاعدة تمثال بومة "حجري" يبلغ ارتفاعه أربعين قدمًا (مصنوع بالفعل من الخرسانة). بالإضافة إلى هذا الحفل، الذي ابتكره المؤسس المشارك جيمس إف بومان في عام 1881، هناك أيضًا عرضان في الهواء الطلق (مسرحيات درامية وكوميدية)، وغالبًا ما يكون ذلك مع تصميم مجموعة متقنة ومرافقة أوركسترا. في أغلب الأحيان، تكون المنتجات إبداعات أصلية للأعضاء المنتسبين، ولكن المشاركة النشطة لمئات الأعضاء من جميع الخلفيات هو أمر تقليدي.

### ناثانيال بريتان بيت الحزب
شارك ناثانيال ج. بريتان (Nathaniel J. Brittan) في تأسيس النادي البوهيمي في سان فرانسيسكو عام 1872 وبحلول عام 1892 أصبح رئيسًا للنادي. قام ببناء (Nathanial Brittan Party House) في سان كارلوس ، كاليفورنيا، من أجل الترفيه عن أصدقائه من النادي واستخدامه كنزل للصيد.

## تاريخ

### البوهيمية
في مدينة نيويورك والمدن الأمريكية الأخرى في أواخر خمسينيات القرن التاسع عشر، ازدهرت مجموعات من الصحفيين الشباب المثقفين ووصفوا أنفسهم بأنهم "بوهيميون"، إلى أن حطمتهم الحرب الأهلية الأمريكية وأرسلتهم كمراسلين حربيين. خلال الحرب، بدأ المراسلون في حمل لقب "البوهيمي"، واتخذ الصحفيون عمومًا هذا اللقب. أصبحت كلمة "البوهيمي" مرادفة لـ "كاتب الصحف". كتب الصحفي بريت هارت من كاليفورنيا لأول مرة باسم "البوهيمي" في العصر الذهبي عام 1861، حيث شاركت هذه الشخصية في العديد من الأعمال الساخرة. وصف هارت سان فرانسيسكو بأنها نوع من بوهيميا الغرب. أطلق مارك توين على نفسه والشاعر تشارلز وارن ستودارد لقب البوهيميين عام 1867.

### التأسيس
تم تشكيل النادي البوهيمي في الأصل في أبريل 1872 من قبل الصحفيين الذين يرغبون في تعزيز العلاقة الأخوية بين الرجال الذين يستمتعون بالفنون.
كان من المقرر أن يكون الصحفيون أعضاءً منتظمين؛ كان من المقرر أن يكون الفنانون والموسيقيون أعضاء فخريين. وسرعان ما خففت المجموعة قواعدها الخاصة بالعضوية للسماح لبعض الأشخاص الذين لديهم موهبة فنية قليلة بالانضمام، لكنهم استمتعوا بالفنون وكان لديهم موارد مالية أكبر. في نهاية المطاف، كان الأعضاء "البوهيميون" الأصليون أقلية وكان الأثرياء والأقوياء يسيطرون على النادي. أعضاء النادي الراسخون والناجحون، رجال عائلات محترمون، حددوا لأنفسهم شكلهم الخاص من البوهيمية، والتي تضمنت رجالًا كانوا مرحين (bon vivant)، وأحيانًا رجالًا في الهواء الطلق، ومقدرين للفنون.
يُقال إن أوسكار وايلد ، عند زيارته للنادي في عام 1882، قال: "لم أر قط في حياتي هذا العدد الكبير من البوهيميين الذين يرتدون ملابس جيدة ويتغذىون جيدًا ويتمتعون بمظهر رجال الأعمال."

### العضوية
هناك عدد من قوائم العضوية السابقة موجودة في الملكية العامة، لكن قوائم عضوية الأندية الحديثة خاصة. مُنحت بعض الشخصيات البارزة عضوية فخرية، مثل ريتشارد نيكسون وويليام راندولف هيرست. وكان من بين الأعضاء بعض رؤساء الولايات المتحدة (عادة قبل انتخابهم لمناصبهم)، والعديد من المسؤولين الحكوميين، والرؤساء التنفيذيين للشركات الكبرى، بما في ذلك المؤسسات المالية الكبرى. لدى كبار المقاولين العسكريين وشركات النفط والبنوك (بما في ذلك الاحتياطي الفيدرالي) والمرافق ووسائل الإعلام الوطنية مسؤولين رفيعي المستوى كأعضاء في النادي أو ضيوف. العديد من الأعضاء موجودون، أو كانوا، في مجالس إدارة العديد من هذه الشركات؛ إلا أن الفنانين ومحبي الفن هم من بين الأعضاء الأكثر نشاطا. تتطلب اللوائح الداخلية للنادي أن يكون عشرة بالمائة من الأعضاء فنانين بارعين من جميع الأنواع (ملحنين، موسيقيين، مطربين، ممثلين، فناني إضاءة، رسامين، مؤلفين، إلخ). خلال النصف الأول من القرن العشرين، حظيت العضوية في النادي بتقدير خاص من قبل الرسامين والنحاتين، الذين عرضوا أعمالهم في المبنى، في كل من العروض الدائمة والمعارض الخاصة، ولم يدفعوا أي عمولات على المبيعات للأعضاء. كان العديد من فناني النادي شخصيات معترف بها على المستوى الوطني، مثل ويليام كيث، وآرثر فرانك ماثيوز، وكزافييه مارتينيز، وجول يوجين بيجز، وإدوين ديكين، ويليام ريتشل، وجو مورا، وماينارد ديكسون، وآرثر بوتنام.
شعار النادي هو "نسج العناكب لا يأتي إلى هنا" (Weaving Spiders Come Not Here)، وهو سطر مأخوذ من الفصل الثاني، المشهد الثاني، من مسرحية شكسبير حلم ليلة منتصف الصيف. يشير شعار النادي إلى ضرورة ترك الاهتمامات الخارجية والصفقات التجارية في الخارج. عند التجمع في مجموعات، يلتزم البوهيميون عادةً بالأمر الزجري، على الرغم من أن مناقشة الأعمال غالبًا ما تحدث بين أزواج من الأعضاء.

## نصب بريت هارت التذكاري

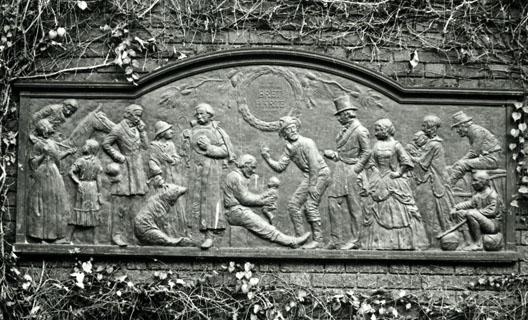
نصب بريت هارت التذكاري لجو مورا

تم تركيب نقش برونزي من تصميم جو مورا على الجزء الخارجي من المبنى. إنه بمثابة نصب تذكاري للمؤلف والشاعر بريت هارت. تم تخصيص النقش لأول مرة في 15 أغسطس 1919، كتكريم من مورا، الذي كان عضوًا، لزميله هارت عضو النادي البوهيمي. يُظهر النقش خمسة عشر شخصية من كتب هارت. مكتوب عليه:
عندما تم هدم المبنى الأصلي، تمت إزالة النقش. وفي عام 1934، تم إعادة تثبيته على المبنى الحالي.

## فهرس
- Domhoff, G. William. Bohemian Grove and Other Retreats: A Study in Ruling-Class Cohesiveness, Harper & Row, 1975. (ردمك 0-06-131880-9)
- Dulfer & Hoag. Our Society Blue Book, San Francisco, Dulfer & Hoag, 1925.
- Garnett, Porter, The Bohemian Jinks: A Treatise, 1908
- Ogden، Dunbar H.؛ Douglas McDermott؛ Robert Károly Sarlós (1990). Theatre West: Image and Impact. Rodopi. ISBN:90-5183-125-0. مؤرشف من الأصل في 2024-04-21.
- Parry, Albert. (2005.) Garretts & Pretenders: A History of Bohemianism in America, Cosimo, Inc. (ردمك 1-59605-090-X)
- Watson, E. H. "The Bohemian Club Legacy." The English review 62.3 (1936): 289–306.